# EUNSA
EUNSA (Ediciones Universidad de Navarra) és una editorial de la Universitat de Navarra fundada l'any 1967.
Es tracta d'una editorial científica, acadèmica i tècnica que compta al voltant de 1200 títols vius al catàleg.